# Virginio Arias

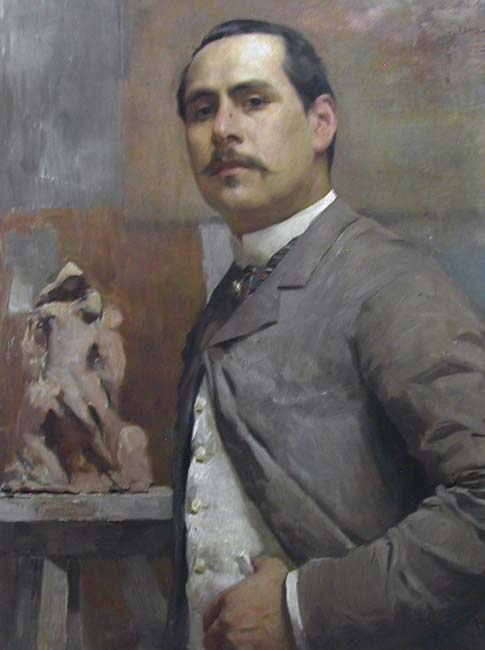
Virginio Arias (1888)

Virginio Arias Cruz (* 8. Dezember 1855 in Ranquil; † 17. Januar 1941 in Santiago de Chile) war ein chilenischer Bildhauer.
Arías begann seine Ausbildung als Bildhauer im Alter von zwölf Jahren in Concepción bei Tomás Chávez. Ab 1874 war er an der Academía de Bellas Artes Schüler von Nicanor Plaza. Dieser schickte ihn 1875 nach Paris, wo er seine Ausbildung bei François Jouffroy, Alexandre Falguière und Jean-Paul Laurens fortsetzte und Freund von Auguste Rodin wurde.
1890 kehrte er nach Chile zurück. Im Jahr 1895 schickte ihn die chilenische Regierung erneut nach Frankreich, um dort Erfahrungen bei der Organisation einer Kunsthochschule zu sammeln. 1900 wurde er zum Direktor der Escuela de Bellas Artes ernannt, die er bis 1911 leitete. Danach lebte er erneut in Europa, bis er sich in den 1930er Jahren endgültig in Chile niederließ. Ab 1938 war er Ehrenmitglied der Sociedad de Bellas Artes de Chile.
Werke Arías' finden sich in den Sammlungen des Museo Nacional de Bellas Artes und des Museo Histórico Nacional, zudem auch an öffentlichen Plätzen, u. a. in La Serena (La Primavera), Iquique (Monumento a Arturo Prat), Valparaíso (Fassade des Gebäudes des Cuerpo de Bomberos) und in Santiago (Cemetario Católico: El Labriego, Cemetario General: Monumento Pro Patria, Plaza Baquedano: Monumento al General Baquedano).